# فرودگاه لستر
فرودگاه لیسستر (به انگلیسی: Leicester Airport) یک فرودگاه خصوصی است که یک باند فرود آسفالت دارد و طول باند آن ۴۹۰ متر است. این فرودگاه در کشور انگلستان قرار دارد و در ارتفاع ۱۴۳ متری از سطح دریا واقع شده است.